# 赫雷奇什基内
48°51′51″N 38°53′42″E / 48.86417°N 38.89500°E

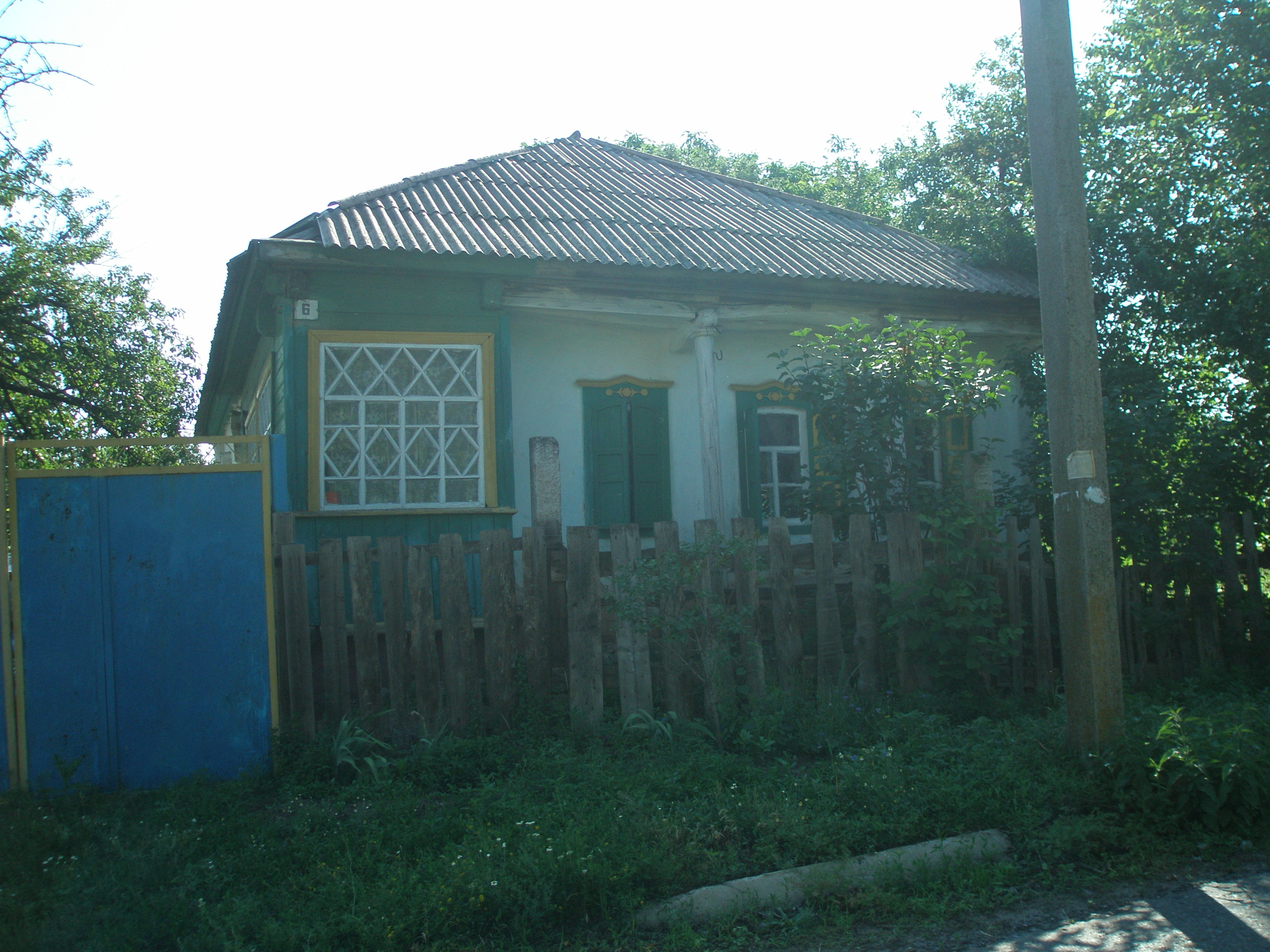
村内房屋

赫雷奇什基内（羅馬化：Hrechyshkyne）是位於烏克蘭東部的村莊，由盧甘斯克州夏斯佳區的新艾達爾市鎮負責管轄。該村始建於1823年，面積5.21平方公里，2001年人口1,549，人口密度每平方公里297.3人。